# Арак, Тайво Викторович
Тайво Викторович Арак (2 ноября 1946 года, Таллин) — математик, лауреат премии имени А. А. Маркова (1983).

## Биография
Родился 2 ноября 1946 года в Таллине.
В 1969 году окончил Ленинградский государственный университет.
В 1983 году — защитил докторскую диссертацию.
С 1972 по 1981 годы работал в Таллинском политехническом институте. С 1981 года — в Институте кибернетики Академии Наук Эстонской ССР.
Основные труды посвящены теории вероятностей.
Автор монографии о предельных теоремах для сумм независимых случайных величин (совместно с А. Ю. Зайцевым).

## Награды
Премия имени А. А. Маркова (1983) — за цикл работ «Равномерные предельные теоремы для сумм независимых случайных величин».